# Vladimir Potanin

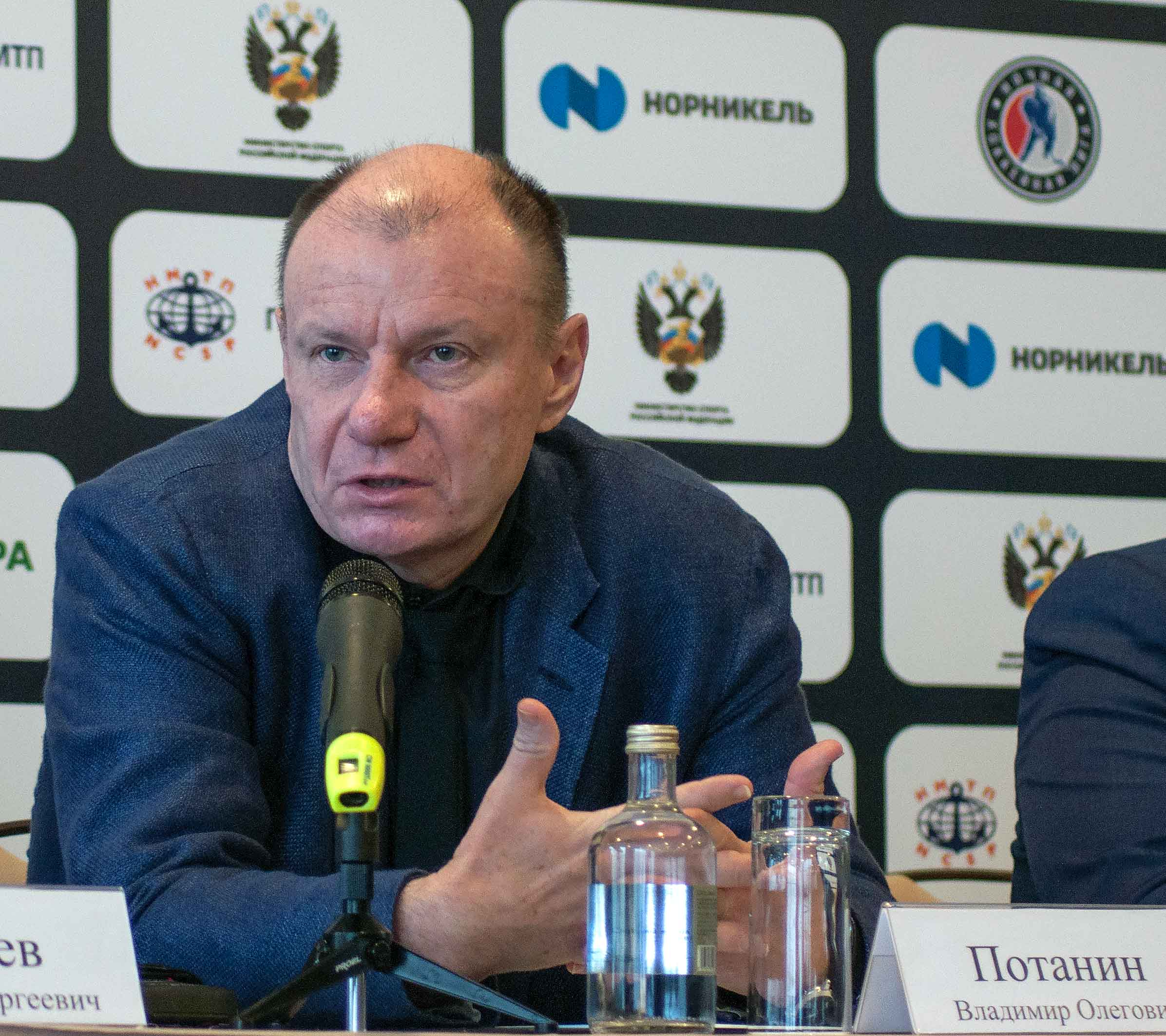
Vladimir Potanin

Vladimir Potanin (tiếng Nga: Владимир Олегович Потанин; sinh ngày 3 tháng 1 năm 1961) là một nhà tài phiệt người Nga. Ông phất lên giàu có thông qua chương trình cho vay đổi lấy cổ phần (Loans-for-shares) gây tranh cãi ở Nga vào đầu đến giữa những năm 1990 trong cuộc tư hữu hóa ở Nga một cách ồ ạt và hỗn loạn. Tính đến ngày 7 tháng 5 năm 2025, Forbes được xếp hạng 81 trong những người giàu nhất thế giới, với giá trị tài sản ròng là 24,2 tỷ USD. Đối tác kinh doanh lâu năm của ông là nhà tài phiệt người Nga-Israel Mikhail Prokhorov cho đến khi họ quyết định chia tay vào năm 2007. Sau đó, họ đưa tài sản chung của mình vào một công ty cổ phần có tên Folletina Trading, cho đến khi việc phân chia tài sản của họ được thống nhất. Ông từng giữ chức Phó Thủ tướng thứ nhất của Nga từ tháng 8 năm 1996 đến tháng 3 năm 1997 dưới thời Tổng thống Boris Yeltsin.

## Sự nghiệp

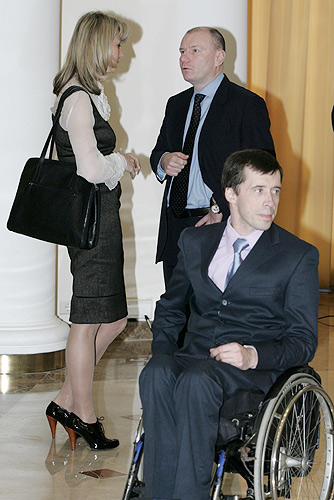
Vladimir Potanin vào năm 2008

Trong thời kỳ cải tổ (Perestroika), Potanin đã rời bỏ các cơ quan Ngoại thương của Nhà nước và vào năm 1991 đã thành lập hiệp hội tư nhân Interros bằng cách sử dụng kiến thức thu thập được tại Bộ Ngoại thương và mạng lưới chuyên môn trước đây của mình. Năm 1993, Potanin trở thành chủ tịch của Ngân hàng Xuất nhập khẩu Thống nhất (Объединённый экспортно-импортный банк/ONEKSIMbank/"ОНЭКСИМ-банк" còn gọi là: Uneximbank hay Ngân hàng Onexim (Oneksimbank). Oneksimbank là công ty tài chính song sinh của MFK và còn được gọi là tập đoàn ngân hàng ONEKSIMbank-MFK, cũng thân thiết với Andrey Vavilov. Potanin là người ủng hộ thân cận của Anatoly Chubais, người đã giới thiệu Potanin với Thủ tướng Nga Viktor Chernomyrdin. Năm 1995, Potanin đóng vai trò quan trọng trong việc tạo ra các cuộc đấu giá "cho vay để đổi lấy cổ phiếu" trở thành trụ cột trong cải cách kinh tế hậu Xô Viết của Nga. Trong bối cảnh ngân sách chính phủ thiếu hụt trầm trọng và cuộc bầu cử Tổng thống năm 1996 đang đến gần, chính quyền của Tổng thống Yeltsin đã thực hiện một thỏa thuận với một nhóm các ngân hàng thương mại lớn, các ngân hàng này sẽ cho chính phủ vay tiền và hậu thuẫn cho Yeltsin đánh bại các đối thủ chính trị trong cuộc bầu cử, và đổi lại, họ nhận được quyền quản lý cổ phần trong các tập đoàn nhà nước lớn nhất và sinh lợi nhất, chủ yếu trong lĩnh vực năng lượng và tài nguyên thiên nhiên (như dầu mỏ, khí đốt, kim loại) thông qua việc Chính phủ sẽ thế chấp cổ phần trong các tập đoàn này. 
Thỏa thuận này do chủ ngân hàng Vladimir Potanin đề xuất và được Anatoly Chubais, khi đó là Phó Thủ tướng Nga đã thuận trình lên Tổng thống phê duyệt vì bị chi phối lợi ích nhóm với chương trình USAID do giám đốc Viện Phát triển Quốc tế Harvard (HIID) quản lý. Theo đó, thỏa thuận này quy định rằng nếu Chính phủ không trả được nợ, các ngân hàng sẽ có quyền bán những cổ phần này thông qua các cuộc đấu giá, và phần lớn các ngân hàng này thâu tóm với giá được cho là thấp hơn nhiều so với giá trị thực. Các điều khoản của hợp đồng vay được cố tình thiết kế để sao cho con nợ Chính phủ gần như chắc chắn không thể trả được nợ đến hạn và khi Chính phủ không thu xếp trả nợ như dự kiến thì các ngân hàng này đã tổ chức các cuộc đấu giá mang tính hình thức, được dàn xếp để bán các gói cổ phần bị thế chấp khi vay. Các cuộc đấu giá cho phép bán tháo tài sản của các công ty Nga với giá thấp hơn giá thị trường và được coi là thời điểm thành lập chế độ đầu sỏ của Nga, Chương trình này đã trực tiếp tạo ra một lớp "đại gia đầu sỏ" (Oligarchs) - những nhà tài phiệt có ảnh hưởng kinh tế và chính trị khổng lồ với các nhân vật như ông trùm Boris Berezovsky, Mikhail Khodorkovsky, Vladimir Gusinsky và Vladimir Potanin và nhiều tài phiệt khác đã thâu tóm được những tài sản khổng lồ của nhà nước thông qua cơ chế này với các mánh khóe tinh vi và có sự tư vấn của các chuyên gia kinh tế nước ngoài, họ trở thành những thế lực chi phối nền kinh tế và chính trường Nga trong suốt nhiều năm. Theo New York Times, kế hoạch đấu giá vào năm 1999 này được "gần như trên toàn thế giới coi đây là một hành vi phạm tội nghiêm trọng".